# BASIC Microsoft

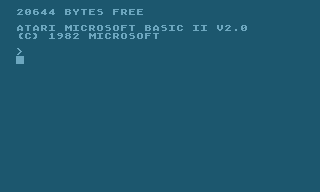
capture d'écran Atari Microsoft BASIC II

Le BASIC Microsoft est un BASIC développé et vendu sous licence par Microsoft.
Il était implanté sur de nombreux ordinateurs personnels. La première version a été développée pour l'ordinateur Altair 8800 en 1975 (Altair BASIC).
Il a été ensuite implanté sur :
- les ordinateurs MSX
- les ordinateurs Thomson
- les ordinateurs Oric
- les ordinateurs BBC
- les ordinateurs PC et compatibles

Il est par la suite devenu une norme sur les instructions non graphiques des langages BASIC, et a servi de référence pour les recueils de listings ne se destinant pas à un ordinateur en particulier.

## bibliographie
Basic microsoft, knecht, ed. du PSI, 1984